# Inev
Inev AB er en svensk industrikoncern, der fremstiller møbler og maskiner. De har hovedkvarter i Jönköping og har 544 ansatte. De omsætter for ca. 1,5 mia. svenske kroner. I blandt datterselskaberne er sengeproducenterne Viking Beds & Midnight Beds, kontormøbelproducenten Lanab, stoleproducenten Alfing, hydraulikvirksomheden Stacke Hydraulik og transportvirksomheden Bewa Intraf. Selskabet blev etableret i 2013.